# Berky József
Berky József (Vác, 1891. július 6. – Budapest, Józsefváros, 1953. szeptember 25.) magyar színész.

## Családja
Berky (Bauer) Ferenc színházigazgató és aszódi Tóth Amália gyermekeként született. Testvérei Berky Lili és Berky Kató színésznők, sógorai: Gózon Gyula és Mészáros Alajos színészek. Özvegyként kötött házasságot 1937. december 18-án a nála 18 évvel fiatalabb Lebovicz Cecília színésznővel. Két fia született.

## Életútja
Apja nyomdokaiba lépve a színipályát választotta és 1909-ben már első sikereit aratta. Úgyszólván az ország valamennyi városában megfordult, 1924-ig a kolozsvári színháznak volt a tagja. 1926-ban fellépett a Renaissance Színházban, ezután a Terézkörúti Színpadon játszott és a Royal Színházban is szerepelt. Később több évig nem volt állandó szerződése, majd 1945 és 1949 között a Művész, utána pedig az Úttörő Színházban láthatta a közönség. Filmen gyakran formált meg cigányzenészeket.

## Filmszerepei
- Sárga csikó (1913) - Bogár Imre
- A tolonc (1914) - írnok
- A kölcsönkért csecsemők (1914) - detektív
- Bánk bán (1914) - Solom mester
- Tetemrehívás (1915) - Bárczi Benő
- Havasi Magdolna (1915) - rendőrtiszt
- A kormányzó (1915)
- Az alvajáró (1916)
- Vergődő szívek (1916) - törvényszéki elnök
- A dolovai nábob lánya (1916) - tisztiszolga
- Ártatlan vagyok! (1916)
- Soha többé... mindörökké! (1916)
- Mesék az írógépről (1916)
- A gyónás szentsége (1916)
- A szobalány (1916)
- Fehér éjszakák (1916)
- A tanítónő (1917)
- Az utolsó éjszaka (1917) - néger táncos
- Ciklámen (1917)
- A vén bakancsos és fia, a huszár (1917)
- Csaplárné a betyárt szerette (1917)
- Károly bakák (1918) - Gombos Pali
- A métely (1918) - George barátja, a színésznő szeretője
- Palika (1918) - egy francia
- A vadorzó (1918) - Keller
- A mozitündér (1919) - Billy Halton rendező
- A két árva (1920)
- A bor (1933)
- Az új rokon (1934) - állomásfőnök
- Az iglói diákok (1934) - cigányprímás
- Nem élhetek muzsikaszó nélkül! (1935) - nagybőgős
- A királyné huszárja (1935) - cigányzenész
- Pesti mese (1937) - pincér
- Segítség, örököltem! (1937) - pincér a jánosfalvi restiben
- Hotel Kikelet (1937) - Marci cigányzenész
- A falu rossza (1937) - cigány
- Maga lesz a férjem (1937) - cigány
- Az ember néha téved (1937) - fűszer és csemegés
- Papucshős (1938) - cigányprímás
- Borcsa Amerikában (1938) - cigányprímás
- Süt a nap (1938) - Lajos cigány
- Fehérvári huszárok (1938)
- Áll a bál (1939) - kártyázó férfi Gorbuskinnál
- Bercsényi huszárok (1939) - cigányprímás
- Dankó Pista (1940) - cigányzenész
- Sok hűhó Emmiért! (1940) - cigányprímás
- Hétszilvafa (1940) - cigányprímás
- Sárga csikó (1940) - cigány
- Gyurkovics fiúk (1940-41) - parasztgazda
- Balkezes angyal (1940-41) - zenekari hegedűs az Aranykacsában
- Szabotázs (1941)
- Gentryfészek (1941) - cigányprímás
- Estélyi ruha kötelező (1942) - pincér
- Enyém vagy (1942) - hajléktalan
- Szerető fia, Péter (1942) - Richter, Béla barátja
- Orient express (1943) - színész
- Makrancos hölgy (1943) - cigányprímás
- A Benedek-ház (1943) - ügyvéd
- Fény és árnyék (1943) - Gyula, Déryék inasa
- Mágnás Miska (1949) - cigányzenész